# Katastrofa lotu UPS Airlines 1354
Katastrofa lotu UPS Airlines 1354 – wypadek lotniczy, który wydarzył się 14 sierpnia 2013 roku podczas lądowania samolotu Airbus A300-600F nr N155UP amerykańskich linii UPS Airlines w Porcie lotniczym Birmingham-Shuttlesworth. Był to lot towarowy z Portu lotniczego Louisville w stanie Kentucky.
Na pokładzie samolotu znajdowało się 2 członków załogi.

## Przebieg wypadku
Według wstępnych ustaleń, samolot Airbus A300-600F, o numerze rejestracyjnym N155UP, podchodził do lądowania na pas startowy nr 18. Samolot zahaczył o drzewa, a następnie uderzył o ziemię około kilometra przed progiem pasa, w związku z czym samolot doznał praktycznie całkowitego zniszczenia. Tylko sekcja dziobowa przetrwała ze znacznymi uszkodzeniami. Wskutek zbyt dużego przeciążenia cała dwuosobowa załoga zginęła w katastrofie.

## Samolot

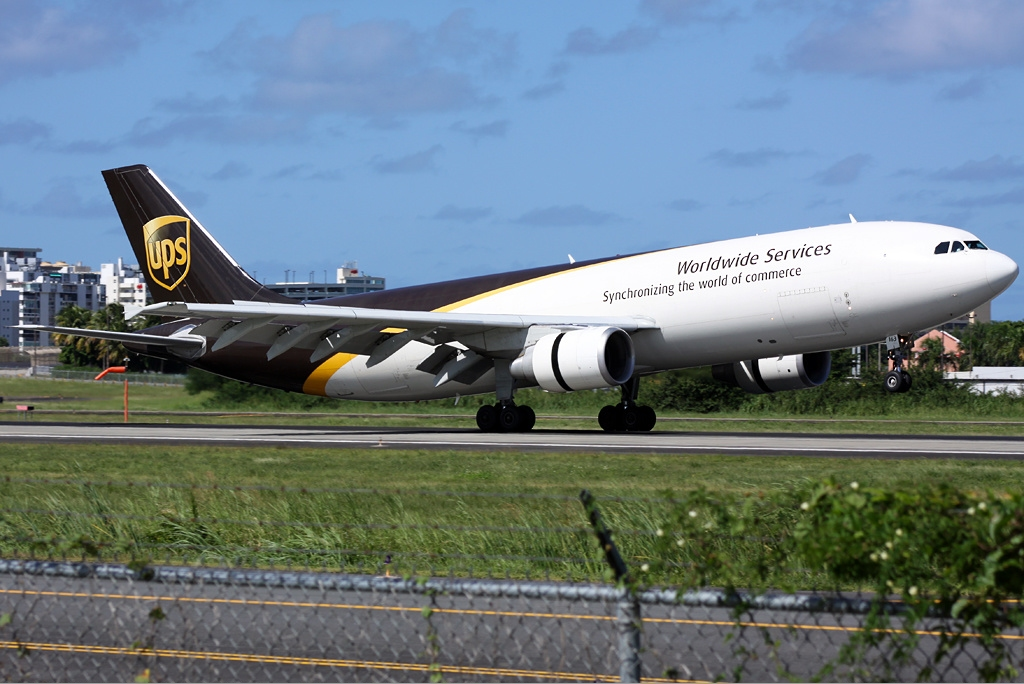
Airbus A300-600F, który uległ katastrofie (nr. rej. N155UP). Zdjęcie wykonano na lotnisku w San Juan w listopadzie 2010 roku.

Dane jednostki, która uległa katastrofie:
| Typ:                        | A300-600F                  |
| Pierwszy lot:               | 3 listopada 2003           |
| Silniki:                    | 2 x Pratt & Whitney PW4158 |
| Oznaczenie wariantu:        | ?                          |
| Numer rejestracyjny:        | N155UP                     |
| Oznaczenie typu według ICAO | A306                       |
| Numer seryjny               | 841                        |

Źródło: Airfleets.net

## Obywatelstwo załogi
| Państwo           | Pasażerowie | Załoga | Razem |
| ----------------- | ----------- | ------ | ----- |
| Stany Zjednoczone | –           | 2      | 2     |
| Razem             | -           | 2      | 2     |

## Śledztwo
Federalna komisja ekspertów powołana przez Narodową Radę Bezpieczeństwa Transportu wszczęła dochodzenie, próbując ustalić przyczynę zdarzenia. Wstępnie wykluczono zamach, lecz mógł zaistnieć problem techniczny, błąd pilota, niekorzystne warunki atmosferyczne lub kombinacja przyczyn.
9 września 2014 r. NTSB ogłosiła, że prawdopodobną przyczyną wypadku było wykonanie niestabilnego podejścia do lądowania, podczas którego załodze nie udało się odpowiednio monitorować osiąganej wysokości samolotu. Samolot zszedł poniżej minimalnej wysokości opadania, w momencie gdy pas startowy nie był jeszcze widoczny, co spowodowało kontrolowany lot ku ziemi, który rozpoczął się około 3300 stóp (1000 m) przed progiem drogi startowej. NTSB stwierdziła również, że czynnikami sprzyjającymi zaistnieniu wypadku były:
- nieprawidłowa konfiguracja, jak i późniejsza weryfikacja komputera zarządzającego lotem względem profilu planowanego podejścia do lądowania[1]
- niepowodzenie kapitana w przekazaniu swoich zamiarów pierwszemu oficerowi, w momencie gdy stało się jasne, że planowany profil pionowy trasy samolotu nie został ustawiony[1]
- oczekiwanie załogi lotniczej, że samolot odzyska widoczność na wysokości 1000 stóp [300 m] nad ziemią [z powodu uzyskania niepełnych informacji pogodowych][1]
- niewykonanie przez pierwszego oficera wymaganych odczytów wskazań przyrządów informujących o osiąganych minimach operacyjnych[1]
- nieprawidłowości w zachowaniu kapitana, prawdopodobnie spowodowane czynnikami takimi jak: zmęczenie, rozproszenie uwagi lub dezorientacja, co jest zgodne z nieprawidłowościami w zachowaniu jakie wykazuje się podczas szkolenia pilotów[1]
- zmęczenie pierwszego oficera z powodu poważnego deficytu snu wynikającego z nieefektywnego zarządzania czasem wolnym od pełnionej służby[1]